# Stazione di Tutzing
La stazione di Tutzing è la stazione ferroviaria della città tedesca di Tutzing.